# Municipio de Rawlins
El municipio de Rawlins (en inglés: Rawlins Township) es un municipio ubicado en el condado de Jo Daviess en el estado estadounidense de Illinois. En el año 2010 tenía una población de 455 habitantes y una densidad poblacional de 14,98 personas por km².

## Geografía
El municipio de Rawlins se encuentra ubicado en las coordenadas 42°26′33″N 90°26′50″O / 42.44250, -90.44722. Según la Oficina del Censo de los Estados Unidos, el municipio tiene una superficie total de 30.37 km², de la cual 30,37 km² corresponden a tierra firme y (0 %) 0 km² es agua.

## Demografía
Según el censo de 2010, había 455 personas residiendo en el municipio de Rawlins. La densidad de población era de 14,98 hab./km². De los 455 habitantes, el municipio de Rawlins estaba compuesto por el 98,24 % blancos, el 0,44 % eran afroamericanos, el 0,44 % eran asiáticos, el 0,22 % eran de otras razas y el 0,66 % eran de una mezcla de razas. Del total de la población el 3,3 % eran hispanos o latinos de cualquier raza.